# خسائر حرب فيتنام

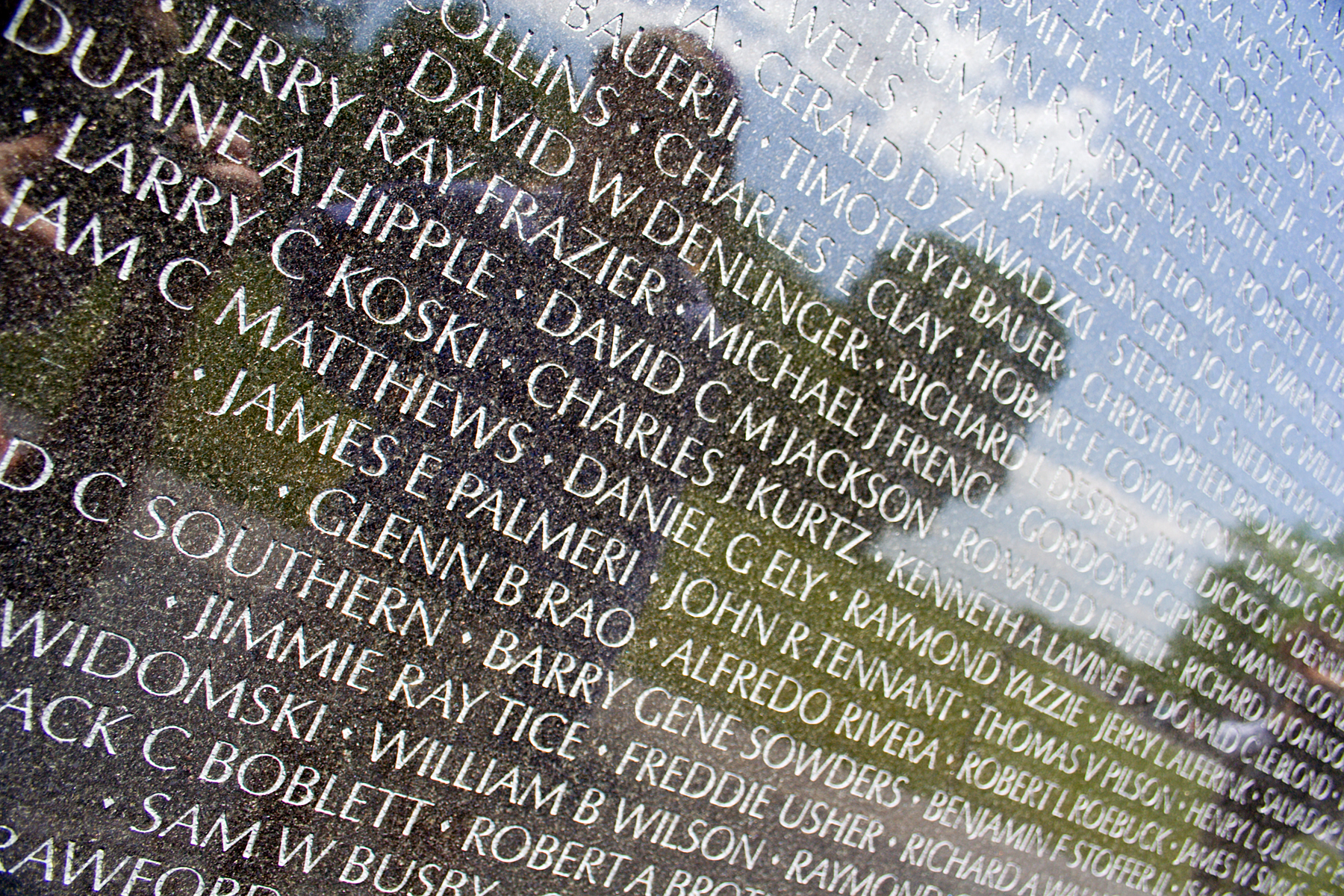

تتفاوت تقديرات أعداد ضحايا حرب فيتنام بدرجة كبيرة. تشمل تلك التقديرات ضحايا الحرب المدنيين والمجندين الذين قُتلوا في شمال فيتنام وجنوبها، ولاوس، وكمبوديا.
وقعت حرب فيتنام في الفترة من عام 1955 إلى 1975، ووقعت معظم المعارك في جنوب فيتنام حيث لقي معظم ضحايا الحرب حتفهم. تسللت الحرب أيضًا إلى بعض الدول المجاورة مثل لاوس وكمبوديا حيث قُتل عدد كبير من الناس جراء القصف الجوي والمناوشات البرية.
شكلت أعداد الضحايا من المدنيين من كلا الطرفين نسبة كبيرة من أعداد الضحايا الكلية. قُتل المدنيون في الحرب لعدة أسباب منها: الاغتيالات، والمذابح، والمناورات الإرهابية. قُتل عدد كبير من المدنيين أيضًا جراء ضربات المدافع والقصف الجوي المكثف واستخدام الأسلحة النارية في المناطق المكتظة بالسكان. قدر أحد المصادر عدد الضحايا الفيتناميين المدنيين بنحو 365,000 قتيل خلال فترة التدخل الأمريكي.
وقعت عدة أحداث خلال الحرب استُهدف فيها المدنيون بشكل متعمد. ومن أبرز تلك الأحداث مذبحة هوي ومذبحة ماي لاي.

## عدد الضحايا الكلي
تتفاوت تقديرات العدد الكلي لضحايا حرب فيتنام بدرجة كبيرة. ويُعزى سبب التفاوت الكبير بين المصادر المذكورة أدناه إلى اختلاف الفترة الزمنية التي تغطيها تلك الدراسات، بالإضافة إلى أن بعض المصادر تتجاهل عدد ضحايا الحرب في كمبوديا ولاوس.
في عام 1978، قدر غوينتر لوي العدد الإجمالي للوفيات في شمال وجنوب فيتنام بنحو 1,353,000 حالة وفاة خلال الفترة 1965–1974 عندما وصل تدخل الولايات المتحدة في الحرب إلى ذروته. خفض لوي عدد ضحايا الحرب من كلا الطرفين المتخاصمين (الجبهة الوطنية لتحرير جنوب فيتنام وجيش الشعب الفيتنامي) الذي أعلنت عنه الولايات المتحدة بنسبة 30% (بناءً على آراء مسؤولي وزارة الدفاع الأمريكية)، وافترض أن ثلث ضحايا الحرب من المدنيين. يوضح الجدول التالي أعداد ضحايا الحرب بناءً على تقديرات لوي.
عدد وفيات حرب فيتنام (1965–1974) طبقًا لغوينتر لوي
| عدد وفيات قوات الحلفاء والولايات المتحدة      | 282,000 شخصًا   |
| عدد وفيات الجبهة الوطنية وجيش الشعب الفيتنامي | 444,000 شخصًا   |
| عدد القتلى المدنيين (في شمال وجنوب فيتنام)    | 627,000 شخصًا   |
| عدد الوفيات الإجمالي                          | 1,353,000 شخصًا |

في عام 1995، نُشرت إحدى الدراسات الديموغرافية في دورية السكان والتنمية، وقدرت عدد الوفيات الناجمة عن الحرب بنحو 791,000–1,141,000 من المدنيين والجنود في فيتنام بأكملها في الفترة 1965–1975. توصلت تلك الدراسة إلى أقرب رقم مطابق للواقع بنحو 882,000 قتيل فيتنامي، من بينهم 655,000 رجل بالغ، و143,000 امرأة بالغة، و84,000 طفل. تشمل تلك التقديرات عدد الضحايا الفيتناميين ولا تشمل أعداد الوفيات من جنود القوات الأمريكية والقوات الموالية لها بواقع 64,000 جندي. انتقد البعض تلك الدراسة نظرًا لصغر حجم العينة الخاضعة للدراسة، وعدم التوازن بين المناطق الريفية والمناطق الحضرية من حيث اختيار العينات، والتغافل عن بعض التكتلات السكانية التي شهدت نسبة وفاة عالية.
في عام 1995، أصدرت الحكومة الفيتنامية تقديراتها بشأن عدد ضحايا الحرب على مدار الفترة 1955–1975. قُدر عدد وفيات الجبهة الوطنية وجيش الشعب الفيتنامي معًا بنحو 1.1 مليون حالة وفاة، وعدد الضحايا المدنيين من كلا الطرفين بنحو 2.0 مليون ضحية. تشمل تلك التقديرات عدد الضحايا من المجنديين الفيتناميين في لاوس وكمبوديا، ولكنها لا تشمل عدد الضحايا في جنوب فيتنام وعدد وفيات قوات الحلفاء التي قد تصل إلى 300,000 حالة وفاة، ما يعني أن العدد الكلي لضحايا الحرب في تلك الفترة قد يصل إلى 3.4 مليون ضحية من الجنود والمدنيين.
نُشرت دراسة من قبل دورية الطب البريطانية قدرت عدد القتلى في فيتنام بنحو 3,812,000 قتيل في الفترة 1955–2002. قدرت تلك الدراسة عدد الوفيات في الفترة 1955–1964 بنحو 1,310,000 حالة وفاة، و1,700,000 حالة وفاة الفترة 1965–1974، و810,000 حالة وفاة في الفترة 1975–1984. ما يعني أن مجموع وفيات الحرب في الفترة 1955–1975 يُقدر بنحو 3,091,000 حالة وفاة.
تحتفظ جامعة أوبسالا في السويد بقاعدة بيانات النزاعات المسلحة. طبقًا لقاعدة البيانات تلك، يُقدر عدد ضحايا الحرب في الفترة 1955–1964 بنحو 164,923 ضحية، ونحو 1,458,050 ضحية في الفترة 1965–1975، بمجموع 1,622,973 حالة وفاة. قُدر عدد وفيات الحرب في كمبوديا بنحو 259,000 في الفترة 1967–1975. أما البيانات المتعلقة بوفيات لاوس فهي غير مكتملة.
قدر رودولف جوزيف روميل إجمالي عدد الوفيات نتيجة حرب فيتنام بنحو 2,450,000 حالة وفاة في الفترة 1954–1975. قدر روميل عدد ضحايا الجبهة الوطنية لتحرير جنوب فيتنام بنحو 1,062,000 ضحية، وعدد ضحايا قوات الحلفاء وجيش الشعب الفيتنامي بنحو 741,000 حالة وفاة. تشمل تلك التقديرات عدد القتلى المدنيين من كلا الطرفين. بينما قدر روميل عدد ضحايا الإبادة الشعبية (أي قتل المدنيين بصفة متعمدة) بنحو 214,000 قتيل على يد الجبهة الوطنية (أو شمال فيتنام)، ونحو 98,000 قتيل على يد جنوب فيتنام وحلفائها. قدر روميل عدد الضحايا في كمبوديا ولاوس بنحو 273,000 و62,000 ضحية على الترتيب.
|                                                                         | الحد الأدنى للوفيات | الحد الأوسط للوفيات | الحد الأعلى للوفيات | ملاحظات وتعليقات |
| ----------------------------------------------------------------------- | ------------------- | ------------------- | ------------------- | --- |
| وفيات الجنود والمدنيين في شمال فيتنام                                   | 533,000             | 1,062,000           | 1,489,000           | تشمل تلك الأعداد نحو 50/65/70 ألف قتيل مدني جراء عمليات القصف من قبل الولايات المتحدة وجنوب فيتنام |
| وفيات جنوب فيتنام والولايات المتحدة وكوريا الجنوبية من الجنود والمدنيين | 429,000             | 741,000             | 1,119,000           | تشمل تلك الأعداد نحو 360/391/720 ألف قتيل مدني |
| وفيات الإبادات الشعبية التي ارتكبتها الجبهة الوطنية لتحرير جنوب فيتنام  | 131,000             | 214,000             | 302,000             | قُتل ما يقارب 25/50/75 ألف مدني في شمال فيتنام، بينما قُتل ما يقرب من 106/164/227 في جنوب فيتنام |
| وفيات الإبادات الشعبية التي ارتكبها جيش الشعب الفيتنامي في جنوب فيتنام  | 57,000              | 89,000              | 284,000             | الإبادة الشعبية هي قتل الأفراد المدنيين بأمر من الحكومة. |
| وفيات الإبادات الشعبية التي ارتكبتها الولايات المتحدة                   | 4,000               | 6,000               | 10,000              | |
| وفيات الإبادات الشعبية التي ارتكبتها كوريا الجنوبية                     | 3,000               | 3,000               | 3,000               | لا يذكر روميل تقديرًا أعلىً أو أوسطًا. |
| مجموع الوفيات الكلي في فيتنام                                           | 1,156,000           | 2,115,000           | 3,207,000           | |
| الوفيات في كمبوديا                                                      | 273,000             | 273,000             | 273,000             | قدر روميل عدد ضحايا حزب الخمير الأحمر (1967–1975) بنحو 212,000 ضحية، وعدد ضحايا الولايات المتحدة بنحو 60,000 ضحية، وعدد ضحايا جنوب فيتنام بنحو ألف ضحية. لا توجد أي تقديرات متاحة لعدد ضحايا الجبهة الوطنية في شمال فيتنام (1954–1975). |
| الوفيات في لاوس                                                         | 28,000              | 62,000              | 115,000             | المصدر: |
| المجموع الكلي لعدد ضحايا الحرب في كلٍ من فيتنام وكمبوديا ولاوس (1954–75) | 1,450,000           | 2,450,000           | 3,595,000           | |

## قوات الولايات المتحدة المسلحة
اعتبارًا من 26 يوليو عام 2019، وصل عدد ضحايا حرب فيتنام من جانب القوات المسلحة الأمريكية إلى:
- 58,318 جنديًا قُتل في المعركة أو حالة وفاة غير قتالية (بما يشمل المفقودين والذين لقوا حتفهم في الأسر)[11]
- 153,303 جريحًا في المعركة (بخلاف 150,332 فردًا آخر أُصيب بإصابة لا تستدعي العناية الصحية)[12]
- 1,587 جنديًا مفقودًا في المعركة (من أصل 2,646)[13]
- 766–778 أسير حرب (منهم 652–662 جنديًا أُطلق سراحه أو فر هاربًا؛[14][15] ومنهم 114–116 جنديًا آخر مات في أسره)[14][16]

قُدر العدد الكلي للمجندين الأمريكيين الذين قُتلوا في المعركة أو تحت أي ظروف أخرى بنحو 50,441 قتيلًا. بينما يُقدر عدد القتلى من ضباط الجيش وضباط الصف بنحو 7,877 قتيلًا. يوضح الجدول الآتي الأعداد الكلية لضحايا الحرب بالترتيب التنازلي وفقًا للعرق الذي تنتمي إليه الضحايا.
| بيض    | سود   | هسبان | سكان هاواي وجزر المحيط الهادئ | أمريكيون أصليون وسكان ألاسكا الأصليين | أعراق أخرى | آسيويون |
| ------ | ----- | ----- | ----------------------------- | ------------------------------------- | ---------- | ------- |
| 49,830 | 7,243 | 349   | 229                           | 226                                   | 204        | 139     |

قُدرت نسبة الضحايا من المتطوعيين بنحو 70%، والنسبة المتبقية من المجندين إلزاميًا.
تُوفي 30% من الجرحى في فترة الحرب متأثرين بجروحهم. 30–35% من وفيات الجنود الأمريكيين كانت لأسباب غير قتالية أو نتيجة الإصابة بنيران صديقة. أكبر أسباب الوفاة في صفوف القوات المسلحة الأمريكية: نيران الأسلحة الخفيفة (بنسبة 31.8%)، والفخاخ المتفجرة مثل الألغام والقنابل اليدوية (27.4%)، وحوادث سقوط الطائرات (14.7%).